# Хулија Гутијерез Каба
Хулија Гутијерез Каба (шп. Julia Gutiérrez Caba) је шпанска глумица, рођена у Мадриду 20. октобра 1934. године.

## Биографија
Рођена у уметничкој породици, била је кћерка глумаца Емилија Гутијереза и Ирене Кабе Албе, рођака Хулије Кабе Албе и сестра Ирене и Емилија.
У позоришту је дебитовала 1951. године у комаду Земљотрес Марикиља (Mariquilla Terremoto) са трупом Каталине де Барсене, из које је прешла у трупу Изабеле Гарсес.
У наредним годинама стекла је репутацију позоришне глумице, са Галиним комадима Забављачи (Las entretenidas), Богата Петра (Petra Regalada) и Чеховљевим Вишњиком. 
Свој кинематографски деби је имала 1960. године у филму Хуана Антонија Бардема У пет поподне (A las cinco de la tarde). Углавном је тумачила улоге са снажним драматичним набојем. Од 1977. године пуних двадесет година није се појављивала на филму. Након дугогодишње паузе појавила се у филму Хосе Луиса Гарсија Светла рана (La herida luminosa).
На телевизији је дебитовала на наговор Хаимеа де Армињана и изградила је солидну каријеру на TVE, иако у не тако великом броју наслова као њена сестра Ирене. Године 1972. играла је у серији Добро вече, господо (Buenas noches, señores), у којој је у свакој епизоди тумачила другу улогу. Као и у случају филма, више од 20 година се није појављивала на телевизији како би се концентрисала на позоришну каријеру. На мале екране се вратила са серијом Серанови (2003) у улози Доње Кармен.

## Фимографија
- У пет поподне (A las cinco de la tarde, 1960)
- Може бити да сте ви убица (Usted puede ser el asesino, 1961)
- Велика породица (La gran familia, 1963)
- Никад се не догађа ништа (Nunca pasa nada, 1964)
- Породица и један више (La familia y uno más, 1965)
- Госпођа Савршена (Doña Perfecta, 1977)
- Светла рана (La herida luminosa, 1997)
- Боја облака (El color de las nubes, 1997)
- You´re the one (2000)

## Телевизија
- Серанови (Los Serrano, 2003-2008)
- Господин Виљануева и његови људи (El señor Villanueva y su gente)
  - Вече позваних (Noche de invitados, 1. мај 1979)
- Студио 1 (Estudio 1)
  - Занимање госпође Ворен (La profesión de la señora Warren, 7. фебруар 1979)
  - Злочин на Козјем острву (Delito en la Isla de las Cabras, 9. март 1980)
- Нечувене жене
  - Краљица луда од љубави La reina loca de amor, 15 Marzo 1977) Хуана де Кастиља
- Добро вече, господо (Buenas noches, señores, 1972)
- Дванаест Хуанових лица (Las doce caras de Juan)
  - Канцер (Cáncer, 4. новембар 1967)
- Мала комедија (La pequeña comedia)
  - Огрлица (El collar, 12 Marzo 1966)
  - Стан (El piso, 18. јун 1966)
- Време и час
  - Почети од нуле (Partir de cero, 7. новембар 1965)
  - Случајност (La casualidad, 27. март 1966)
  - Рука напред (La mano en la frente, 9. април 1966)
  - Недеља (Domingo, 13. новембар 1966)
  - Као огледало које неће постојати (Como un espejo que no existirá, 12. фебруар 1967)
  - Лице (La cara, 12. март 1967)
- Роси и остали (Rosi y los demás)
  - Божић (La Navidad (24. децембар 1963)
- Поверавања (Confidencias)
  - Баксуз (El gafe, 4. октобар 1963)
  - Човек који носи црвени шал (El hombre que trae un pañuelo rojo, 7. фебруар 1964)
  - Срећна годишњица (Feliz aniversario, 3. април 1964)
  - Сироти господин Техада (El pobre señor Tejada, 7. мај 1964)
  - Анђелчићи на небу (Angelitos al cielo, 7. новембар 1964)
  - Једна врата за двоје (Una puerta para dos, 14. новембар 1964)
  - Повест једног кофера (Historia de una maleta, 28. новембар 1964)
  - Како је Били? (¿Cómo es Billy?, 21. март 1965)
  - Деца пуно везују (Los hijos atan mucho, 19. јун 1965)
- Приповетка (Novela)
  - Време испита (Época de examen, 1, јул 1963)
  - Прећи ниво (Paso a nivel, 8. фебруар 1965)
- Прва грдња (Primera fila)
  - ... И огорчена (...Y amargaba, 7. јун 1963)
  - Племенита одлука (Sublime decisión, 9. октобар 1963)
  - Цвеће (Las flores, 30. октобар 1963)
  - Непозната лепотица (La bella desconocida, 26. август 1964)
  - Краљица и васкрсли (La reina y los insurrectos, 4. новембар 1964)
  - Чајанка (Tea Party, 24. март 1965)
  - Ниночка (Ninotchka, 25. мај 1965)

## Позориште
- Земљотрес Марикиља (1951)
- Дошао је Дон Хуан (Ha llegado Don Juan)
- Живот је сан (La vida es sueño)
- Кактусов цвет (Flor de cactus)
- Светлост испарења (Luz de gas)
- Целестина (La Celestina, 1978)
- Богата Петра (Petra Regalada, 1980)
- Легенде (Leyendas, 1988), са сестром Иреном
- Срећна годишњица (Feliz aniversario, 1990) Адолфа Марсиљака
- Које госпође (Qué señoras, 1992) Хуана Алонса Миљана, са Аналијом Гаде
- Увек у јесен (1993), са Иреном и Ампаром Баро
- Игра краљева (Juego de reyes, 1995)
- Радије не бих (Preferiría que no, 1998)
- Мадам Ракин (Madame Raquin, 2001)

## Номинације и награде
- Златна медаља за заслуге у Лепој уметности (Medalla de Oro al Mérito en las Bellas Artes, 1994)

### Позоришне награде
| Награда                                           | Година | Комад           | Исход      |
| ------------------------------------------------- | ------ | --------------- | ---------- |
| Награда Мигел Миура (Premio Miguel Mihura)        | 1978   | Целестина       | Добитница  |
| Награда Мигел Миура (Premio Miguel Mihura)        | 1980   | Богата Петра    | Добитница  |
| Сребрни снимци (Fotogramas de Plata)              | 1980   | Богата Петра    | Добитница  |
| Сребрни снимци (Fotogramas de Plata)              | 2001   | Мадам Ракин     | Номинована |
| Макс награда (Premios Max)                        | 2001   | Мадам Ракин     | Номинована |
| Награда Куће глуме (Premios de la Casa del Actor) | 2003   | За животно дело | Добитница  |
| Награда Мајте (Premios Mayte)                     | 2006   | За животно дело | Добитница  |

### Филмске награде
| Награда                                | Година | Филм                     | Исход      |
| -------------------------------------- | ------ | ------------------------ | ---------- |
| Награда Сан Хорхе (Premio San Jorge)   | 1961   | У пет поподне            | Добитница  |
| Награда Националног филмског синдиката | 1962   | Удес 703                 | Добитница  |
| Награда Националног филмског синдиката | 1964   | Време љубави             | Добитница  |
| Награда Круга кинематографских писаца  | 1963   | Никад се не догађа ништа | Добитница  |
| Награда Круга кинематографских писаца  | 2000   | You´re the one           | Добитница  |
| Сребрни снимци (Fotogramas de Plata)   | 1965   | Никад се не догађа ништа | Добитница  |
| Награда Гоја                           | 1998   | Боја облака              | Номинована |
| Награда Гоја                           | 2000   | You´re the one           | Добитница  |

### Телевизијске награде
- Златна ТП за Најбољу националну глумицу за Добро вече, господо